# Niels van der Veen
Niels van der Veen (Bolsward, 2 november, 1995) is een Nederlandse radio-dj en producer. 

## Biografie
Van der Veen startte in 2010 bij de lokale omroep van Súdwest-Fryslân. In 2015 hij te horen bij Glow FM in Eindhoven en meldde hij zich aan voor de NuTalent-opleiding van Radio 538. Hij maakte daarvoor programma's op 538 Hitzone.
In 2017 ging hij als producer aan de slag bij Radio Veronica en werkte later bij 100% NL als producer van de ochtendshows van Barry Paf en Koen Hansen. Vanaf de zomer van 2020 is hij daar ook te horen als radio-dj. Aanvankelijk op zondagmiddag, maar later ook als vervanger van vele programma's. In 2021 schuift hij door naar zaterdag- en zondagochtend, waar hij Martijn La Grouw opvolgt.
In 2022 keert hij terug naar Radio Veronica. Hij werkt daar als producer van Ook Goeiemorgen en daarnaast te horen met een eigen radioprogramma in het weekend. Als het team van Ook Goedemorgen overstapt van Radio Veronica naar Radio 538, verhuist Niels mee als producer van de 538 Ochtendshow. Als radio-dj is hij doordeweeks tussen 05:00 en 06:00 te horen, en op zaterdagochtend presenteert hij het weekoverzicht van de ochtendshow. Ook is hij af en toe te horen als vervanger van andere weekendprogramma's. 

## Trivia
- Van der Veen ook te horen als radio-dj bij de Formule 1-zender van Olav Mol: Grand Prix Radio. [6]